# Hunter Douglas
Hunter Douglas N.V. is een in Nederland gevestigde, internationaal actieve industriële groep die in de loop der jaren ruim 100 bedrijven is gaan omvatten. Het bedrijf is anno 2024 wereldmarktleider op het gebied van raambekleding (Luxaflex) en een vooraanstaand producent van bouwproducten (Luxalon).

## Activiteiten
In 2020 bestond het bedrijf uit 134 ondernemingen met 47 fabrieken en 87 assemblagebedrijven in meer dan 100 landen. Noord-Amerika is de belangrijkste afzetmarkt, hier werd in 2020 de helft van de totale omzet behaald en hier werkte ruim 50% van alle medewerkers. Europa staat met een omzetaandeel van bijna 40% op de tweede plaats. De aandelen van Hunter Douglas N.V. werden verhandeld aan de effectenbeurzen van Amsterdam en Frankfurt
De familie Sonnenberg was veruit de grootste aandeelhouder. De familie had 82,7% van de gewone aandelen en 99,4% van de preferente aandelen in handen. In december 2020 deed grootaandeelhouder Ralph Sonnenberg een bod op de aandelen Hunter Douglas die hij nog niet in handen had. Via Bergson Holdings was hij bereid om € 64 per aandeel te betalen, een premie van 25,5% ten opzichte van de laatste slotkoers voor het bekend maken van zijn bod. Op 22 mei 2021 werd het bod verhoogd naar € 82.
Op 31 december 2021 werd bekend dat Hunter Douglas werd overgenomen door de Braziliaans-Amerikaanse investeringsmaatschappij 3G. 3G betaalde € 175 per aandeel, waarmee de totale overnamesom uitkwam op ruim € 6 miljard. De familie Sonnenberg, die 93% van de aandelen Hunter Douglas in handen had, behield een kwart van de aandelen. 3G deed een succesvol bod op de rest van de aandelen en heeft sindsdien 75% van het bedrijf in handen. De beursnotering eindigde op 31 oktober 2022. David Sonneberg vervult sinds de overname de rol van non-executive chairman.

### Resultaten
| Jaar | Omzet           | Nettoresultaat  | Aantal FTE |
| ---- | --------------- | --------------- | ---------- |
| 2013 | US$ 2,6 miljard | US$ 107 miljoen |            |
| 2014 | US$ 2,7 miljard | US$ 125 miljoen |            |
| 2015 | US$ 2,6 miljard | US$ 156 miljoen | -          |
| 2016 | US$ 2,8 miljard | US$ 272 miljoen | 20.875     |
| 2017 | US$ 3,2 miljard | US$ 222 miljoen | 22.744     |
| 2018 | US$ 3,6 miljard | US$ 261 miljoen | 23.618     |
| 2019 | US$ 3,7 miljard | US$ 278 miljoen | 24.720     |
| 2020 | US$ 3,5 miljard | US$ 116 miljoen | 22.871     |
| 2021 | US$ 4,6 miljard | US$ 633 miljoen | 23.398     |

## Geschiedenis
Het bedrijf dateert van 1919 toen Henry Sonnenberg in Duitsland als verkoper van machinegereedschappen startte. In 1932 verhuisde hij zijn bedrijf naar Nederland, waar hij 1 jaar eerder een nv had opgericht gevestigd aan de Piekstraat te Rotterdam Laagland (machinefabriek) . In 1940 verliet Sonnenberg Nederland, om zich te vestigen in de Verenigde Staten waar hij in New York de Douglas Machinery Company oprichtte. In 1946 vormde hij een joint venture met Joe Hunter en Hunter Douglas was geboren. In 1950 volgde de oprichting van Hunter Douglas Holland dat een fabriek van aluminium jaloezieën in Rotterdam behelsde.  
Voor de overname door 3G werd het bedrijf aangestuurd door een holdingmaatschappij die sinds 1971 in Rotterdam gevestigd is. Het bedrijf werd toen officieel bestuurd vanuit een kantoor in Luzern (Zwitserland). Sinds 2023 zijn de Holding en Hunter Douglas Europe, alsmede een aantal dochterbedrijven gevestigd in Five55 te Rotterdam.
Het Europese distributiecentrum staat in Oudenbosch.
In januari 2019 maakte Hunter Douglas bekend zijn bedrijfsonderdeel Nedal Aluminium, dat onder meer aluminiumprofielen ontwikkelt en produceert te gaan verkopen. De koper was de Finse branchegenoot Purso. Nedal had in 2018 een omzet van circa € 75 miljoen en 200 medewerkers.